# Lily Burana
Pour les articles homonymes, voir Burana.
Lily Burana est une écrivaine américaine, auteure de Grace for Amateurs: Field Notes on a Journey Back to Faith (Thomas Nelson, 2017), I Love a Man in Uniform: A Memoir of Love, War, and Other Battles (Weinstein Books, 2009), le roman Try (St. Martin's Press, 2006) et Strip City: A Stripper's Farewell Journey Across America (Miramax Books, 2001).

## Carrière
J'aime un homme en uniforme a remporté le prix des lecteurs du magazine ELLE en mai 2009. Une critique du New York Times du livre de J. Courtney Sullivan l'a salué comme "un document historique remarquable".
Strip City a été nommé comme étant l'un des meilleurs livres de l'année par Entertainment Weekly, Salon, New York Newsday et The Rocky Mountain News. En 2008, Entertainment Weekly publie un article intitulé "So You Want to Write a Memoir", qui répertorie un millier de mémoires récents par sujet. Strip City fait partie des dix mémoires cités pour leur qualité singulière. 
En tant que journaliste, lily Burana écrit fréquemment sur les médias, la culture pop, la religion, le féminisme et les questions LGBTQ, avec un accent récent sur les dimensions culturelles et nationales des affaires militaires. Elle écrit pour plus de 50 journaux, dont The Atlantic , The Washington Post, GQ, The New York Times, The Los Angeles Times, Self, Glamour, Entertainment Weekly, Details, the Village Voice et le New York Observer. Elle est rédactrice en chef du New York Magazine et de SPIN. En tant que conférencière, elle s'est produite à l'Académie militaire des États-Unis, à l'Université Columbia, à l'Université d'État de San Francisco et au San Francisco Art Institute.
Son livre Grace for Amateurs: Field Notes on a Journey Back to Faith est sorti le 31 octobre 2017.

## Vie privée
Lily Burana commence à écrire pour des zines punk alors qu'elle est encore adolescente. Son premier livre, Strip City: A Stripper's Farewell Journey Across America est une chronique de son travail de strip-teaseuse à la fin de son adolescence et au début de sa vie d'adulte. 
Elle épouse un officier de l'armée en 2002. En 2008, elle lance "Operation Bombshell", un cours de burlesque pour les épouses de soldats envoyés au front.
Elle vit à New York et a son premier enfant en 2014, qui est baptisé dans la foi catholique.